# دوغ لونش
دوغ لونش (بالإنجليزية: Douglas Lynch)‏ هو لاعب هوكي الجليد كندي، ولد في 4 أبريل 1983 في شمال فانكوفر ‏ في كندا.

## وصلات خارجية
- دوغ لونش على موقع دوري الهوكي الوطني (الإنجليزية)
- دوغ لونش على موقع EliteProspects.com (الإنجليزية)
- دوغ لونش على موقع Eurohockey.com (الإنجليزية)
- دوغ لونش على موقع HockeyDB.com (الإنجليزية)
- دوغ لونش على موقع Hockey-Reference.com (الإنجليزية)